# Johann Baptist von Winklern
Johann(es) Baptist Christophoro Antonio Vincentio Johannes Nepomuk Edler von Winklern (auch Wincklern bzw. laut Taufbuch Winckler; * 13. Jänner 1768 in Murau; † 22. August 1841 in Pöls) war ein österreichischer römisch-katholischer Geistlicher, Theologe und Historiker.

## Leben
Winklern war Sohn des Schwarzenbergschen Eisenoberverwesers Antonius von Winckler und dessen Ehefrau Theresia (geborene Reichenbach). Er kam 1776 auf das k.k. vereinigte Seminar in Graz, auf dem er seine Schulbildung erhielt. 1783, als das Seminar in das Generalseminar zur Priesterausbildung umgewandelt wurde, verließ er es. Nach vollendeten Gymnasialstudien hörte er Philosophie, Mathematik, Physik und Naturrecht an der Universität Graz. Anschließend war er vom 1. Januar 1786 an bei der Ersten Österreichischen Staatsgüteradministration Praktikant. Ab dem 1. Oktober 1786 kam er als wirklicher Amtsschreiber in die k.k. Staatsherrschaft Millstatt.
Winklern entschied sich im September 1789 für den Priesterberuf und trat in das Generalseminar in Graz ein. 1792 empfing er die Priesterweihe. Anschließend war er drei Jahre als Kaplan in Anger tätig, dann etwa eineinhalb Jahre als Seelsorger an der Pfarrkirche von St. Peter bei Graz, bevor er am 30. Juni 1797 zum Actuar und Katecheten an der Mädchenschule im Ursulinenkloster in Graz ernannt wurde. Am 1. Dezember 1800 folgte die Anstellung als wirklicher Kurat am Ursulinenkloster.
Winklern bekam am 27. April 1801 durch den Fürstbischof von Seckau Joseph Adam von Arco die Patronatspfarre von Sankt Johann im Saggautal übertragen. 1810 wurde er auf die fürstlich-schwarzenbergsche Patronatspfarre von Unzmarkt befördert und 1819 zum Dechant ernannt. 1832 kam er schließlich als Hauptpfarrer und Dechant nach Pöls. Er hinterließ der Pfarre in Pöls seine umfangreiche Bibliothek.

## Werke (Auswahl)
Geistliche Werke
- Predigten auf alle Sonn- und Feiertage des ganzen Jahres, 3 Bände, Graz 1797.
- Erklärung der sonn- und festtäglichen Evangelien, zum Gebrauche der Schulen und anwendbar für Frühpredigten, wie auch zur Privaterbauung, 2 Bände, Graz 1800.
- Vollständiges Gebetbüchlein für die Jugend auf alle Zeiten und Feste des ganzen katholischen Kirchenjahres. Mit Bildern, Graz 1810.
- Vorstellungen und Gebete für die heil. Messe, zu Ehren und Anbetung des Leidens und Sterbens unseres Herrn Jesu Christi, Graz 1815.

Landeshistorische Werke
Neben diversen Beiträgen für die Steiermärkische Zeitschrift (so z. B. Die Hauptpfarre Pöls in der oberen Steiermark, 1836) schrieb er folgende Bücher:
- Biographische und literarische Nachrichten von den Schriftstellern und Künstlern, welche in dem Herzogthume Steiermark geboren sind und in oder ausser demselben gelebt haben und noch leben. Ein Beitrag zur National-Literargeschichte Oesterreichs, Ferstl, Graz 1810.
- Chronologische Geschichte des Herzogthums Steiermark, Ferstl, Graz 1819.

Dramen
Handschriftlich sind von ihm mehrere Dramen erhalten:
- Die Dose. Ein Schauspiel in 3 Aufzügen.
- Die Feier am Tage Theresens im Tempel der Dankbarkeit. Schauspiel in einem Aufzuge.
- Andreas Baumkircher. Ein vaterländisches Trauerspiel in 5 Aufzügen.